# Olingen
Olingen (Luxemburgs: Ouljen) is een plaats in de gemeente Betzdorf en het kanton Grevenmacher in Luxemburg.
Olingen telt 380 inwoners (2001).

## Geboren
- Jean-Pierre Raus (1863-1933), kunstschilder

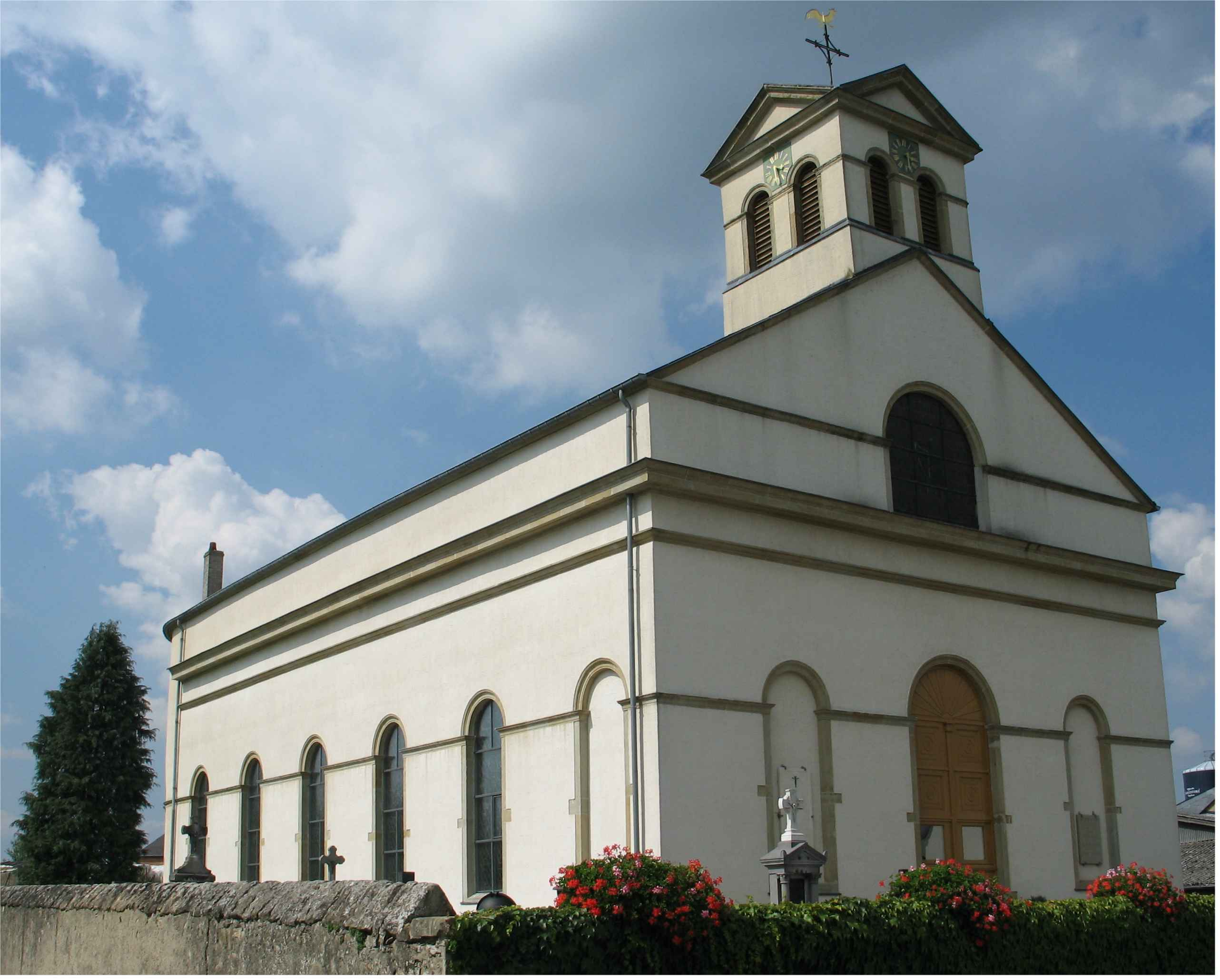
Kerk